# Gunnarn
Gunnarn, fram till 1897 Bastuträsk, samiska Viertá, är en småort i Storumans kommun i Lappland. Storumans flygplats ligger i anslutning till orten.
Gunnarn är en av de större byarna i Västerbottens läns inland och präglas av ett öppet, kuperat odlingslandskap med traditionellt grupperad bebyggelse. Tillsammans med Juktåkolonin är byn av riksintresse för kulturmiljövården.

## Historia

### Namnet Gunnarn
Gunnarn kommer från Gunnarbäcken som från Gunnarsjöarna rinner ut i Bastuträsket. År 1892 inrättade Domänstyrelsen en kronopark som fick namnet Gunnarn. I samband med att postverket öppnade poststation i Bastuträsk 1897 fastställdes postadressen till Gunnarn för att förebygga förväxlingar med Bastuträsk, Norsjö kommun. Med tiden blev Gunnarn det allmänt använda namnet på byn.

### Förhistoria
Under 1950-talet företogs utgrävningar i Tjikkuträskets södra delar, omkring Vinterviken och uppemot utloppet i Juktån. Under en sommar fick man fram över 900 föremål från stenåldern, 6 000–7 000 år gamla. De system av fångstgropar som finns omkring Gunnarn, vid Kvarnmörkan, Slåttesviken, Vallviken och Storbacken, berättar om jaktmetoden. Det torde då i första hand ha gällt älg och vildren. I de föremål som hittades spårar man östlig påverkan. En kniv med fågelhuvud och en annan med ett älghuvud i skaftet hör till de finare fynden. Tidigare har fynd gjorts av stenyxor och liknande i de uppodlade delarna av byn

### Fisketräsk
Gunnarns ursprungliga namn, Bastuträsk, kommer från sjöarna Stor-Bastuträsket och Lill-Bastuträsket norr om byn. Sjöarnas namn finns belagda redan i fiskeregister från 1553, då bondbyarna Granön, Grubbe och Stärkesmark skattade för sitt fiske här. Bastuträsken var så kallade fjällfisketräsk, alltså fiskesjöar belägna långt från hembyn. Vid fisketräsket hade fiskaren en bastu, vilket här avser en enkel, timrad byggnad med eldstad i mitten som användes som tillfällig bostad.

### Lappskatteland
Den fasta befolkningen kring Gunnarn utgjordes fram till mitten av 1700-talet uteslutande av samer. På Jonas Persson Geddas karta över Umeå lappmark från 1671 ligger sjön Bastuträsk inom ett lappskatteland med namnet Sweither, med Mårthen Joensson djäkne som åbo. I 1695 år jordebok för lappmarkerna hade landet det nya namnet Juktälven.

### Linnés besök på Lycksamyren
En av de mera kända svenskar som tidigt satte sin fot i området var Carl von Linné, eller Carl Linnaeus, som han hette innan han adlades. Detta skedde år 1732. Han stötte ganska snart på problem på den intilliggande Lycksamyren och strapatserna blev så svåra att han, efter råd ifrån de samiska guiderna, beslöt sig för att vända om. Han skriver i sin dagbok: "aldrig kan Presten så beskrifva hälfvete, som detta är eij värre." Som tur var så var inte hela denna resa så miserabel som ute på Lycksamyren utan Linné fick stort utbyte av sin lappländska resa, vilket framgår av hans dagbok.

### Från nybygge till bondby

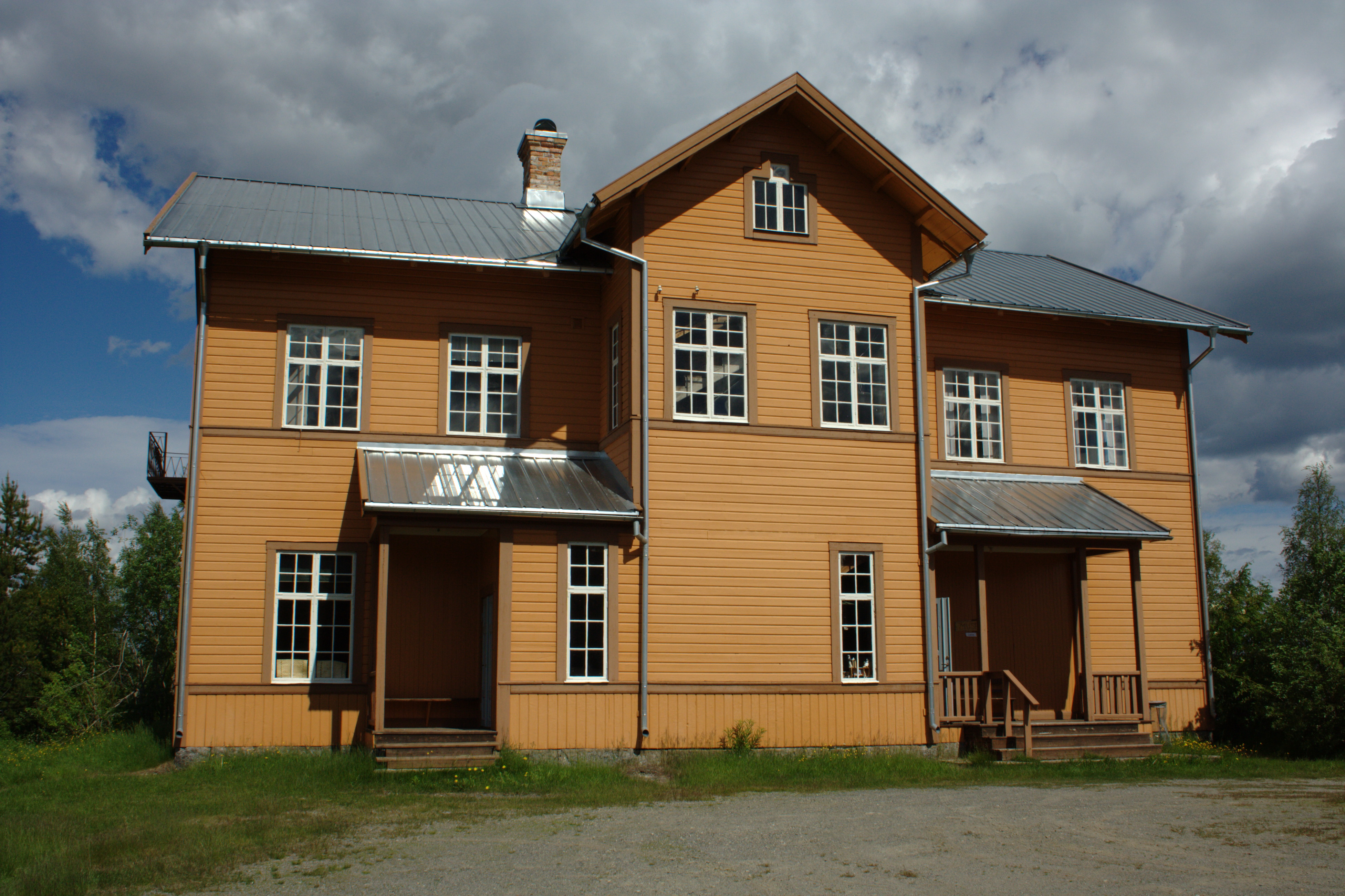
första skolhuset

År 1744 anlades ett nybygge vid Bastuträsket av samen Johan Tomasson från Granbyn och hans hustru Katarina, dotter till Mårten Mårtensson i Rusele. Lappskattelandets dåvarande innehavare, Mårten Nilsson, var inte tilltalad av detta och drog Johan Tomasson inför tinget. Parterna kom överens om att Johan Tomasson under Mårten Nilssons livstid endast skulle få fiska i Stor-Bastuträsket, och det mot en ersättning i pengar. Innan Mårten Nilsson gick ur tiden dömdes dock Johan Tomasson till fängelse för att ha haft sexuellt umgänge med sin dotter. Han skickades till Kalmar slott och slutade sina dagar där. Andra bönder tog över och fortsatte att bryta nybyggen vid Bastuträsket.
Samtidigt förblev lappskattelandet i samisk kontroll. Först 1787 överlämnade den dåvarande innehavaren, Anders Mårtensson, sitt land till bönderna i Bastuträsks by.
Byn blev med tiden en verklig storby som skulle komma att kallas Lappmarkens kornbod.

### Befolkningsutveckling
| Befolkningsutvecklingen i Gunnarn 1950–2015   | Befolkningsutvecklingen i Gunnarn 1950–2015 | Befolkningsutvecklingen i Gunnarn 1950–2015 | Befolkningsutvecklingen i Gunnarn 1950–2015 | Befolkningsutvecklingen i Gunnarn 1950–2015 |
| --------------------------------------------- | ------------------------------------------- | ------------------------------------------- | ------------------------------------------- | ------------------------------------------- |
|                                               |                                             |                                             |                                             |                                             |
| År                                            |                                             |                                             | Folkmängd                                   | Areal (ha)                                  |
| 1950                                          | 1950                                        |                                             | 564                                         |                                             |
| 1960                                          | 1960                                        |                                             | 313                                         |                                             |
| 1965                                          | 1965                                        |                                             | 316                                         |                                             |
| 1970                                          | 1970                                        |                                             | 273                                         |                                             |
| 1975                                          | 1975                                        |                                             | 244                                         |                                             |
| 1980                                          | 1980                                        |                                             | 237                                         |                                             |
| 1990                                          | 1990                                        |                                             | 235                                         | 84                                          |
| 1995                                          | 1995                                        |                                             | 224                                         | 86                                          |
| 2000                                          | 2000                                        |                                             | 217                                         | 86                                          |
| 2005                                          | 2005                                        |                                             | 173                                         | 86#                                         |
| 2010                                          | 2010                                        |                                             | 178                                         | 73#                                         |
| 2015                                          | 2015                                        |                                             | 176                                         | 72#                                         |
| Anm.: Upphörde som tätort 2005. # Som småort. |                                             |                                             |                                             |                                             |

## Samhället

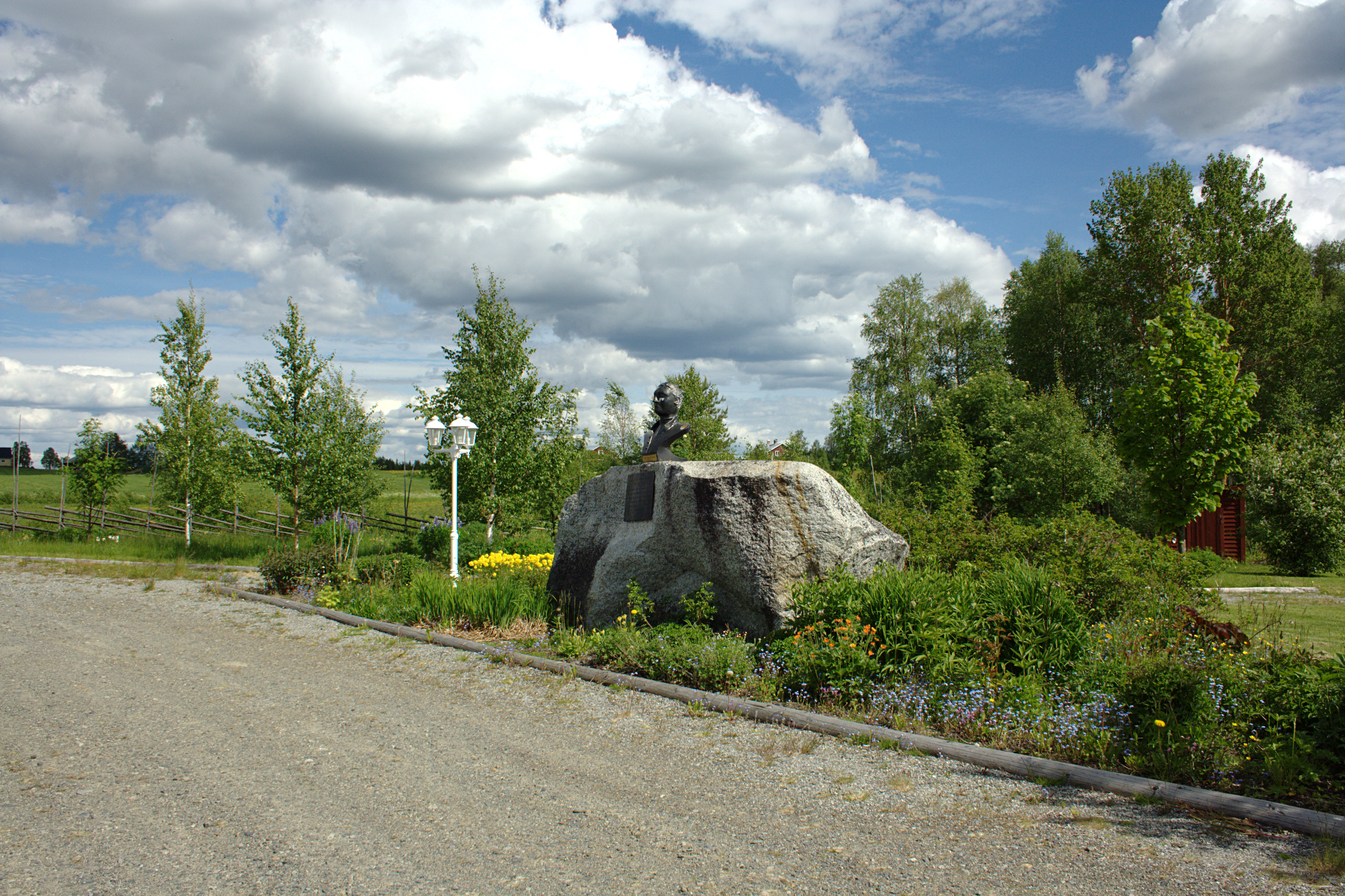
Linnéparken i Gunnarn.

Linnéparken i Gunnarn minner om Linnés besök.